# Philippinische Badmintonnationalmannschaft
Die philippinische Badmintonnationalmannschaft repräsentiert die Philippinen in internationalen Badmintonwettbewerben. Als Mannschaft tritt sie dabei als reines Männerteam (z. B. im Thomas Cup), reines Frauenteam (z. B. im Uber Cup) oder gemischtes Team (z. B. im Sudirman Cup) an.

## Teilnahme an Weltmeisterschaften
| Thomas Cup - Thomas Cup 1949 – nicht gestartet - Thomas Cup 1952 – nicht gestartet - Thomas Cup 1955 – nicht gestartet - Thomas Cup 1958 – nicht gestartet - Thomas Cup 1961 – nicht gestartet - Thomas Cup 1964 – nicht gestartet - Thomas Cup 1967 – nicht gestartet - Thomas Cup 1970 – nicht gestartet - Thomas Cup 1973 – nicht gestartet - Thomas Cup 1976 – nicht gestartet - Thomas Cup 1979 – nicht gestartet - Thomas Cup 1982 – nicht gestartet - Thomas Cup 1984 – nicht qualifiziert - Thomas Cup 1986 – nicht gestartet - Thomas Cup 1988 – nicht gestartet - Thomas Cup 1990 – nicht gestartet - Thomas Cup 1992 – nicht qualifiziert - Thomas Cup 1994 – nicht gestartet - Thomas Cup 1996 – nicht gestartet - Thomas Cup 1998 – nicht qualifiziert - Thomas Cup 2000 – nicht gestartet - Thomas Cup 2002 – nicht qualifiziert - Thomas Cup 2004 – nicht gestartet - Thomas Cup 2006 – nicht gestartet - Thomas Cup 2008 – nicht qualifiziert - Thomas Cup 2010 – nicht qualifiziert - Thomas Cup 2012 – nicht gestartet | Uber Cup - Uber Cup 1957 – nicht gestartet - Uber Cup 1960 – nicht gestartet - Uber Cup 1963 – nicht gestartet - Uber Cup 1966 – nicht gestartet - Uber Cup 1969 – nicht gestartet - Uber Cup 1972 – nicht gestartet - Uber Cup 1975 – nicht gestartet - Uber Cup 1978 – nicht gestartet - Uber Cup 1981 – nicht gestartet - Uber Cup 1984 – nicht gestartet - Uber Cup 1986 – nicht gestartet - Uber Cup 1988 – nicht gestartet - Uber Cup 1990 – nicht gestartet - Uber Cup 1992 – nicht qualifiziert - Uber Cup 1994 – nicht qualifiziert - Uber Cup 1996 – nicht gestartet - Uber Cup 1998 – nicht qualifiziert - Uber Cup 2000 – nicht gestartet - Uber Cup 2002 – nicht gestartet - Uber Cup 2004 – nicht gestartet - Uber Cup 2006 – nicht gestartet - Uber Cup 2008 – nicht gestartet - Uber Cup 2010 – nicht qualifiziert - Uber Cup 2012 – nicht gestartet | Sudirman Cup - Sudirman Cup 1989 – nicht gestartet - Sudirman Cup 1991 – nicht gestartet - Sudirman Cup 1993 – nicht gestartet - Sudirman Cup 1995 – nicht gestartet - Sudirman Cup 1997 – nicht gestartet - Sudirman Cup 1999 – nicht gestartet - Sudirman Cup 2001 – nicht gestartet - Sudirman Cup 2003 – nicht gestartet - Sudirman Cup 2005 – nicht gestartet - Sudirman Cup 2007 – nicht gestartet - Sudirman Cup 2009 – 27. - Sudirman Cup 2011 – 30. - Sudirman Cup 2013 – 20. |